# Semion Timoixenko
El Mariscal de la Unió Soviètica Semion Timoshenko, (en rus: Семён Константинович Тимошенко), (18 de febrer de 1895 - 31 de març de 1970) va ser un comandant destacat i l'oficial de major graduació de l'Exèrcit Roig al moment de l'Operació Barbarroja, la invasió alemanya a la Unió Soviètica el 1941.

## Biografia
Nasqué al poble de Frumanka, a l'actual regió d'Odessa, a Ucraïna. Durant la I Guerra Mundial va ser reclutat per l'Exèrcit Imperial Rus, i va servir a cavalleria al Front Oriental. A l'inici de la Revolució Russa es va unir a l'Exèrcit Roig el 1918 i al Partit Bolxevic el 1919. Va combatre en diversos fronts durant la Guerra Civil Russa. Un dels seus encontres més importants va ser a la ciutat de Tsaritsyn (després Stalingrad), on va conèixer i es va fer amic de Stalin, la qual cosa li va ser molt útil pels seus ascensos, un cop Stalin va prendre el poder dins del Partit Comunista de la Unió Soviètica a finals dels anys 20.
Entre 1920 i 1921 va estar sota el comandament de Semion Budionni, juntament amb qui va formar l'elit que va dominar l'Exèrcit Roig fins a l'esclat de la II Guerra Mundial.
Al final de la Guerra Sovietico-Polonesa de 1939, va ser designat Comandant en Cap de la Cavalleria de l'Exèrcit, essent nomenat cap de les unitats de Belarús (1933), Kíev (1935), el nord del Caucas i Khàrkiv (1937) i novament a Kíev (1938)
El 1939 estava al cap del Front Oriental que va envair Polònia a continuació de la invasió alemanya. Posteriorment va entrar a formar part del Comitè Central del PCUS i, com a lleial amic de Stalin, no va patir cap perill durant la Gran Purga.
El gener de 1940 es va fer càrrec de les Forces Armades soviètiques que combatien a la Guerra d'Hivern contra Finlàndia. Després del desastrós comandament de Voroixílov, ara les tropes van ser capaces de sobrepassar la "Línia Mannerheim i d'ocupar l'istme de Karèlia. Això portà a la firma del Tractat de Moscou, i per a ell, la designació de Comissari del Poble per a la Defensa i Mariscal de la Unió Soviètica.
Tot i ser molt competent, el seu esquema tradicionalista no li permetia considerar com una necessitat urgent la modernització de l'exèrcit per si s'enfrontaven en una guerra contra Alemanya. Però contra l'opinió d'altres comandants, inicià la mecanització de la cavalleria, donant suport a la producció de més tancs. També va reintroduir la dura i tradicional disciplina tsarista a lExèrcit Roig

### Segona Guerra Mundial
Quan al juny de 1941 els alemanys van envair la Unió Soviètica, Stalin va assumir personalment el Comissariat per a la Defensa, enviant a Timoshenko a dirigir el Grup d'Exèrcits Centre, realitzant una guerra defensiva fins a Smolensk. Va patir grans quantitats de baixes durant la retirada, però aconseguí salvar la majoria d'elles per a la batalla de Moscou. Al desembre va ser transferit al Front Ucraïnès, on l'Exèrcit Roig havia patit prop d'un milió i mig de baixes a la bossa de Kíev, on va poder estabilitzar el front.
Al maig de 1942, Timoixenko, al comandament de 640.000 homes, llançà l'ofensiva a Khàrkiv, el primer intent soviètic per guanyar la iniciativa de guerra. Tot i els seus èxits inicials, els alemanys van contraatacar pel flanc sud, aturant els combats. Tot i que els seus èxits van retardar l'assalt alemany sobre Stalingrad, va haver d'acceptar les responsabilitats polítiques del fracàs de l'operació. L'èxit de Júkov a la defensa de Moscou van persuadir a Stalin de comptar amb un millor general. Retirat, doncs, de la línia del front, va haver d'encarregar-se dels fronts de Stalingrad (1942), Nord-oriental (octubre de 1942), Leningrad (1943), Caucas (juny de 1944) i Bàltic (agost de 1944)

### La Postguerra
Després de la guerra va ser designat comandant de l'Exèrcit Soviètic a Belarús al març de 1946, després, del sud dels Urals (juny de 1946) i de nou de Belarús (març de 1949). El 1960 va ser nomenat Inspector General del Ministeri de Defensa, un càrrec honorífic, i des del 1961 presidí el Comitè Estatal de Veterans de Guerra.
Morí a Moscou el 1970.

## Condecoracions
- Heroi de la Unió Soviètica (2)
- Orde de la Victòria
- Orde de Lenin (5)
- Orde de la Revolució d'Octubre
- Orde de la Bandera Roja (5)
- Orde de Suvorov (3)
- Medalla del 20è Aniversari de l'Exèrcit Roig
- Medalla de la defensa de Leningrad
- Medalla de la defensa del Caucas
- Medalla per l'Alliberament de Belgrad
- Medalla per la Conquesta de Viena
- Medalla de la victòria sobre Alemanya en la Gran Guerra Patriòtica 1941-1945
- Medalla del 30è Aniversari de l'Exèrcit i l'Armada Soviètics
- Medalla del 40è Aniversari de les Forces Armades Soviètiques
- Medalla del 50è Aniversari de les Forces Armades Soviètiques
- Medalla del 20è Aniversari de la Victòria en la Gran Guerra Patriòtica
- Estrella de Mariscal de la Unió Soviètica